# Lips (Ginevra)
Lips è un singolo della cantautrice italiana Ginevra, pubblicato il 25 gennaio 2019 come secondo estratto dal primo EP Ruins.

## Descrizione
Il brano, scritto dalla stessa cantautrice, è prodotto da Francesco Fugazza.

## Tracce
Testi e musiche di Ginevra Lubrano.
1. Lips – 4:18